# John Evan

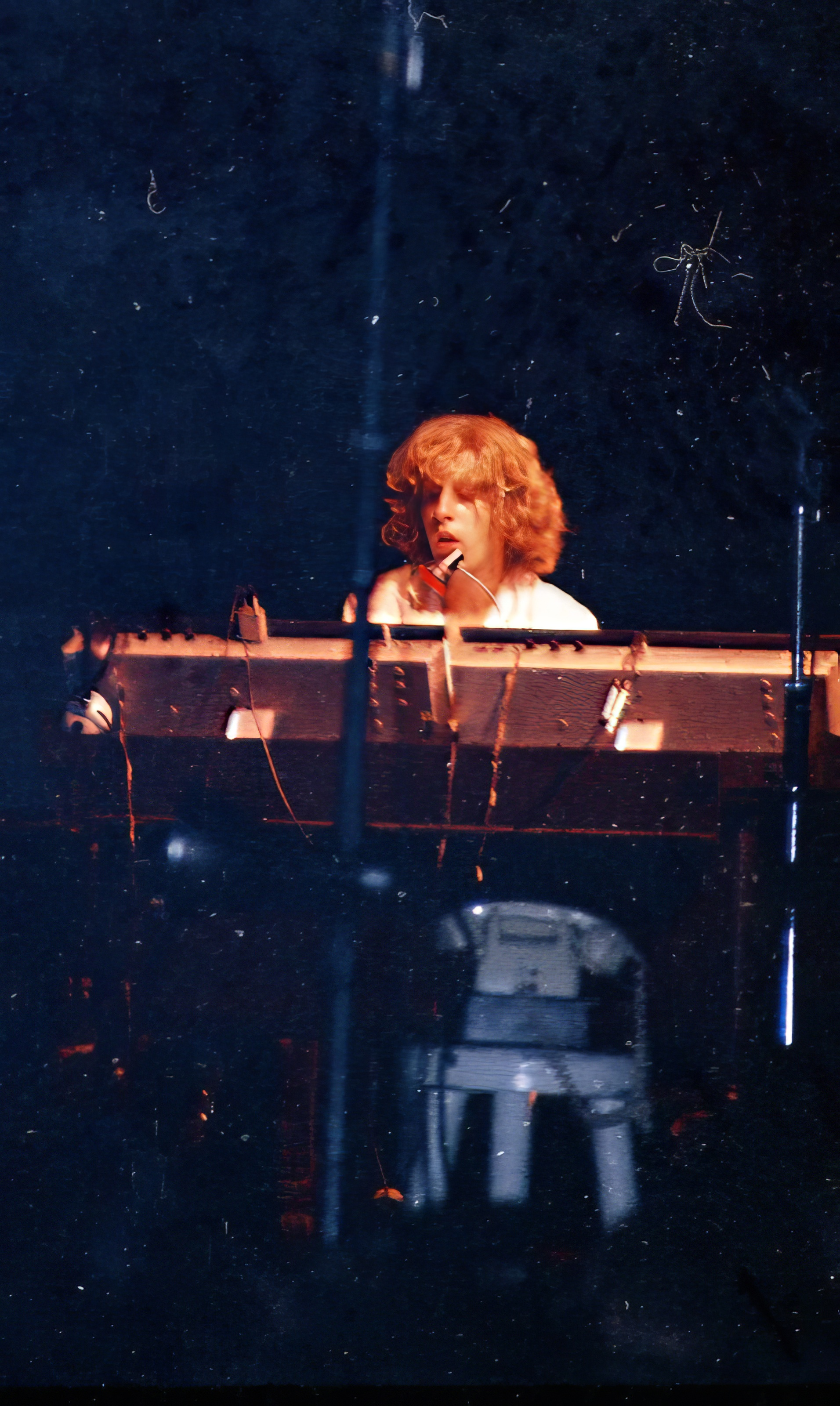
John Evan

John Evan (Blackpool (Engeland), 28 maart 1948) was de keyboardspeler van de Britse progressieve rockband Jethro Tull van 1970 tot 1980. Zijn officiële naam is John Evans, maar hij gebruikt de artiestennaam sinds zijn eerste band The Blades de naam veranderde in The John Evan Band. Jeffrey Hammond-Hammond vond dat The John Evan Band beter klonk dan The John Evans Band.
Evan verliet Jethro Tull in 1980, om samen met David Palmer de band Tallis op te richten.

## Vroeg leven
De vader van Evans was hoofd van een dorpsschool in Derbyshire en zijn moeder was een plaatselijke concertpianiste en pianolerares. Het gezin verhuisde in oktober 1949 naar Blackpool, Lancashire. Evans volgde zijn opleiding aan de Blackpool Grammar School, waar hij Ian Anderson en Jeffrey Hammond leerde kennen, en aan het Chelsea College, nu King's College London.

## Carrière
Evans veranderde zijn naam toen zijn eerste band, The Blades, hun naam veranderden in The John Evan Band. Jeffrey Hammond vond 'The John Evan Band' blijkbaar beter klinken dan 'The John Evans Band'. Hij nam deel aan de muziekscene van Blackpool, met de meeste muzikanten die later Jethro Tull zouden worden, waaronder Barrie Barlow, Jeffrey Hammond, Glenn Cornick en Ian Anderson.
Later ging Evan naar de universiteit toen hij toevallig zijn toen toekomstige bandleden op de radio herkende met het nummer "Living in the Past". Jaren later merkte hij op dat het hem opviel vanwege de nogal ongebruikelijke maatsoort voor een popsong.
- International Standard Name Identifier: 0000 0003 6319 2006
- Library of Congress Control Number: n2021015755
- MusicBrainz: 16d9683a-6e64-4163-a56a-fa351d56b13d
- Nationale Bibliotheek van Tsjechië: xx0059499
- Virtual International Authority File: 225173424